# Андре Мартінш
Андре Ренату Суаріш Мартінш (порт. André Renato Soares Martins, нар. 21 січня 1990, Санта-Марія-да-Фейра) — португальський футболіст, півзахисник клубу «Хапоель» (Беер-Шева).
Насамперед відомий виступами за клуби «Спортінг» (Лісабон) та «Олімпіакос», а також збірну Португалії.

## Клубна кар'єра
Народився 21 січня 1990 року в місті Санта-Марія-да-Фейра. Вихованець юнацьких команд футбольних клубів «Аргонсільє», «Фейренсі» та «Спортінг».
У дорослому футболі дебютував 2009 року виступами за команду клубу «Спортінг», але одразу був переданий в оренду команди клубу «Реал Спорт Клубе», кольори якої захищав протягом 2009—2010 років.
Своєю грою за останню команду привернув увагу представників тренерського штабу клубу «Белененсеш», до складу якого приєднався 2010 року на правах оренди. Зіграв за цю команду лише у двох матчах.
Протягом 2010—2011 років перебував в оренді клубу «Пінальновенсе».
До складу клубу «Спортінг» повернувся 2011 року, поступово почавши отримувати регулярну ігрову практику, проте протягом наступних п'яти сезонів стабільним гравцем основи так й не став.
Протягом 2016–2018 років грав у Греції за «Олімпіакос», а влітку 2018 року перейшов до варшавської «Легії».

## Виступи за збірні
У 2010 році дебютував у складі юнацької збірної Португалії, взяв участь у 5 іграх на юнацькому рівні.
2011 року залучався до складу молодіжної збірної Португалії. На молодіжному рівні зіграв у 12 офіційних матчах, забив 1 гол.
2013 року провів дві гри за національну збірну Португалії.

## Титули і досягнення
- Володар Кубку Португалії (1):

«Спортінг»: 2014/15
- Чемпіон Греції (1):

«Олімпіакос»: 2016/17
- Чемпіон Польщі (2):

«Легія»: 2019/20, 2020/21
- Володар Кубка Ізраїлю (1):

«Хапоель» (Беер-Шева): 2021/22
- Володар Суперкубка Ізраїлю (1):

«Хапоель» (Беер-Шева): 2022